# 베르두리아어
베르두리아어(Verdurian, 베르두리아어로는 '말'이라는 뜻의 soa Sfahe)는 마크 로젠펠터(Mark Rosenfelder)가 1995년에 만들고 자신의 웹사이트 Zompist.com에서 공개한 인공어이다. 베르두리아어는 예술어로, 로젠펠터의 세계 설정에서의, 알메아(Almea) 행성에 있는 국가 베르두리아(Verduria)에서 쓰인다. 베르두리아어는 알메아의 언어들 중 가장 발달되고 잘 알려진 언어이다.

## 음운과 문법
베르두리아어의 음운으로는 8개 모음과 21개 자음이 있다. 이들 중 가장 특이한 발음은 유성 구개수 마찰음(ʁ)으로, 반대 곡절 부호가 붙은 로마자 R로 표기된다(Ř, ř). 베르두리아어는 독자적인 문자도 가지고 있다.
베르두리아어는 주어·동사·목적어(SVO) 어순을 따르며, 굴절어이자 주격-대격 언어(nominative-accusative language)이다.
베르두리아어에는 2개의 성(남성과 여성), 2개의 수(단수와 복수), 4개의 격(주격, 속격, 대격, 여격)이 있다. 시제로는 4개(현재시제, 과거시제, 상대과거시제anterior tense, 미래시제)가 있다.

## 현실에서의 역사
로젠펠터가 대학교 1학년 때, 그의 기숙사 방은 던전 앤 드래곤 애호가 크리스 바르가스(Chris Vargas)의 방 옆에 있었다. 바르가스는 로젠펠터를 게임에 데려왔고, 로젠펠터는 게임을 위해 대지와 언어들을 구상했다. 바르가스와 로젠펠터의 던전 앤 드래곤 모임의 모든 참가자들은 베르두리아어 이름을 받았다.
베르두리아어는 인도유럽어족의 여러 언어들에서 단어들과 문법을 따 왔지만, 그 어떤 언어와도 닮지 않았다. 단어들 중 많은 수를 프랑스어 및 러시아어에서 따 왔다. 다른 것들은, '삶'이라는 뜻의 elir같이, 로젠펠터가 직접 만들었다. '광신'이라는 뜻의 sunmünmún과 '공포'라는 뜻의 arhafát 등 풍자 유머에 기반한 것들도 있다.

## 가공의 역사
로젠펠터의 알메아 세계에서, 베르두리아 왕국 및 카디나스(Caďinas) 평원 인근 국가들의 5,500만 인구가 베르두리아어를 쓰고 있다.
베르두리아어는 동부어족(Eastern language phylum)에 속한다. 이는 로젠펠터의 세계 설정에서 약 4,000년 전에 카디나스와 수르노(Xurno) 평원의 정복자들이 쓴, 원시동부어(proto-Eastern)라는 조상 언어에서 파생되었다. 동부의 정복자들으로는 쿠제이(Cuzei)인들과 카디나스인들이 있었다. 카디나스인들은 쿠제이인들에게서 문명을 전수받았다. 카디나스인들은 카디노르(Caďinor)라는 고전 언어를 썼다(카디노르와 베르두리아어 간의 관계는 라틴어와 스페인어 간의 관계와 비슷하다). 카디나스 제국이 붕괴한 이후, 카디노르는 몇 가지 파생어들로 발전하고, 그 중 고베르두리아어(Old Verdurian)가 이후 현대 베르두리아어로 발전한다.
가공의 국가 베르두리아는 스웨덴 린셰핑에 외교 공관을 두고 있다고 한다.

## 인지도
알메아의 모든 언어들 중, 베르두리아어가 가장 잘 발달되어 있을 뿐 아니라 가장 유명하기도 하다. 로젠펠터는 다른 언어들로 쓰인 글들을 베르두리아어로 번역하고 베르두리아어로 이야기와 신문을 발간해 왔다. 그는 또한 베르두리아어 애호가들의 요청으로 베르두리아어 강좌도 시작했으며, 베르두리아어는 인터넷 포럼 Zompist.com에 영감을 줄 정도로 유명하다.

## 예문
Proše mižu: --Žaneno, tan satenam mážula er gorat, kiei finta attróue so syel er tan lažecom brac, pro dy řo ažlädam fne soa pera almea Ekaiei.
또 그들은 의논하였다. "어서 도시를 세우고 그 가운데 꼭대기가 하늘에 닿게 탑을 쌓아 우리 이름을 날려 사방으로 흩어지지 않도록 하자."— 바벨탑 이야기

So cuon er so ailuro eu druki. Cuon ride še slušir misotém ailurei. So ailuro e arašó rizuec.
개와 고양이는 친구다. 개는 고양이의 농담에 웃는다. 고양이는 꽤 재미있다.